# Clark County (Washington)
Clark County is een van de 39 county's in de Amerikaanse staat Washington.
De county heeft een landoppervlakte van 1.627 km² en telt 345.238 inwoners (volkstelling 2000). De hoofdplaats is Vancouver. Een plaats die tegenover Portland aan de Columbia River ligt.

## Plaatsen in Clark County
1. Amboy
2. Barberton
3. Battle Ground
4. Brush Prairie
5. Camas
6. Cherry Grove
7. Dollar Corner
8. Felida
9. Five Corners
10. Hazel Dell North
11. Hazel Dell South
12. Hockinson
13. La Center
14. Lake Shore
15. Lewisville
16. Meadow Glade
17. Mill Plain
18. Minnehaha
19. Mount Vista
20. Orchards
21. Ridgefield
22. Salmon Creek
23. Vancouver
24. Venersborg
25. Walnut Grove
26. Washougal
27. Woodland
28. Yacolt

Adams · Asotin · Benton · Chelan · Clallam · Clark · Columbia · Cowlitz · Douglas · Ferry · Franklin · Garfield · Grant · Grays Harbor · Island · Jefferson · King · Kitsap · Kittitas · Klickitat · Lewis · Lincoln · Mason · Okanogan · Pacific · Pend Oreille · Pierce · San Juan · Skagit · Skamania · Snohomish · Spokane · Stevens · Thurston · Wahkiakum · Whatcom · Whitman · Yakima